# Droga wojewódzka 395
Die Droga wojewódzka 395 (DW 395) ist eine 77 Kilometer lange Droga wojewódzka (Woiwodschaftsstraße) in der polnischen Woiwodschaft Opole und der Woiwodschaft Niederschlesien, die Paczków mit Wrocław verbindet. Die Strecke liegt in der kreisfreien Stadt Wrocław, im Powiat Wrocławski, im Powiat Strzeliński, im Powiat Ząbkowicki und im Powiat Nyski.

## Streckenverlauf
Woiwodschaft Niederschlesien, Kreisfreie Stadt Wrocław
-  Wrocław (Breslau) (A 4, A 8, S 5, S 8, DK 5, DK 35, DK 94, DK 98, DW 320, DW 322, DW 327, DW 336, DW 337, DW 342, DW 347, DW 349, DW 356, DW 359, DW 362, DW 452, DW 453, DW 455)

Woiwodschaft Niederschlesien, Powiat Wrocławski
- Żerniki Wrocławskie (Schönborn)
- Turów (Thauer)
- Wojkowice
-  Krajków (Kreika) (A 4)
-  Stary Śleszów (DW 346)
- Nowojowice (Haltauf)

Woiwodschaft Niederschlesien, Powiat Strzeliński
- Michałowice (Michaelwitz)
- Borek Strzeliński (Großburg)
- Świnobród (Schweinbraten)
- Ludów Polski
-  Strzelin (Strehlen) (DK 39, DW 396)
- Strzegów
- Szczodrowice (Wammen)
- Kazanów

Woiwodschaft Niederschlesien, Powiat Ząbkowicki
- Wadochowice (Wiesenthal)
- Brukalice (Taschenberg)
- Henryków (Heinrichau)
- Nowy Dwór
-  Ziębice (Münsterberg in Schlesien) (DW 385)
- Biernacice (Bernsdorf)
- Niedźwiedź (Bärdorf)
- Lubnów (Liebenau)
- Chałupki (Neuhaus)

Woiwodschaft Opole, Powiat Nyski
-  Paczków (Patschkau) (DK 46, DW 382)